# Foulehaio
A Foulehaio a madarak osztályának verébalakúak (Passeriformes) rendjébe és a mézevőfélék (Meliphagidae) családjába tartozó nem.

## Rendszerezés
A nembe az alábbi 3 faj tartozik:
- pikkelyesfejű mézevő(wd) (Foulehaio carunculatus)
- Fidzsi-szigeteki mézevő(wd) (Foulehaio taviunensis)
- kikau(wd) (Foulehaio procerior)

Korábban valamennyi fajt egy fajba sorolták. A Fidzsi-szigeteki mézevő és a kikau csak alfajként voltak nyilvántartva.